# Withiel Florey
Withiel Florey – wieś w Anglii, w Somerset, w dystrykcie (unitary authority) Somerset, w civil parish Brompton Regis. W 1931 roku civil parish liczyła 67 mieszkańców.